# Robert David Sauerländer
Robert David Sauerländer (* 22. April 1866 in Frankfurt am Main; † 3. Januar 1962 ebenda) war ein deutscher Verleger.

## Leben
Robert David Sauerländer war der Sohn des Verlegers Heinrich Remigius Sauerländer (1821–1896), Inhaber von J. D. Sauerländer’s Verlag mit Sitz in der Finkenhofstraße 2 in Frankfurt. Er machte zunächst eine buchhändlerische Ausbildung bei Abendroth in Frankfurt, anschließend volontierte er in den Verlagen Trübner in Straßburg und Hertz in Berlin. 1893 trat er in den Verlag des Vaters ein, den er nach dessen Tod 1896 übernahm. Trotz der Krisenzeiten des Ersten Weltkriegs und der darauf folgenden Inflation konnte der Verlag sein Bestehen sichern. Er spezialisierte den Verlag auf die Gebiete Wirtschaftswissenschaften, Forstwissenschaft sowie Klassische Philologie. Da es keine Nachkommen gab, verkaufte er Ende 1936 den Verlag samt Domizil an seinen Prokuristen Albrecht Gruber (1902–1973), der damals schon seit vierzehn Jahren im Betrieb angestellt war. 1939 bis 1946, als dieser in Kriegsdienst und Gefangenschaft war, unterstützte er dessen Frau noch einmal bei der Führung des Verlages.